# Santiago Montoya
Santiago Montoya Muñoz (Medellín, 15 de setembro de 1991) é um futebolista colombiano que atua como meio-campista. Atualmente joga no Motagua, de Honduras.

## Carreira

### Início
Montoya começou nas categorias de base do Atlético Nacional, mas aos 19 anos, ciente de suas habilidades e confiante de seu talento, decidiu emigrar para uma equipe do futebol argentino devido à elevada concorrência na sua posição que havia no clube.

### All Boys
Ele assinou com o All Boys em 2011, mas só estreou pelos profissionais no ano seguinte, pelo Campeonato Argentino (Clausura) contra o San Martín de San Juan, ao entrar no segundo tempo no lugar do Francisco Martinez.
Marcou seu primeiro gol pelos profissionais na Copa Argentina de 2012–13, numa bela cobrança de falta contra o Brown de Adrogué, na fase final da Copa. Em 3 de março de 2013, Montoya marcou seu primeiro gol na Primera División.

### Vasco da Gama
Em junho de 2013, o Vasco da Gama comprou o jogador por US$ 3,5 milhões, com a ajuda de dois grupos de investidores. Após 70 dias apenas treinando por conta de problemas na sua inscrição, Montoya fez sua estreia pelo cruzmaltino no empate contra o Santos, na Vila Belmiro, e apesar de desperdiçar uma boa oportunidade de gol, teve sua estreia aprovada pelo treinador Dorival Júnior.
Marcou seu primeiro gol pelo clube no dia 26 de janeiro de 2014, na goleada por 6–0 contra o Friburguense, sendo o nome do jogo em São Januário. Voltou a marcar um gol no segundo tempo contra o Bangu, na vitória por 2–0 válida pelo Campeonato Carioca. Após perder espaço no time, Montoya teve chance de atuar no jogo da Copa do Brasil contra o Resende, devido à lesões nos atacantes vascaínos. Montoya entrou bem na partida e mudou a cara do jogo, ajudando a equipe a vencer por 1–0 e avançar a segunda fase da competição.

### Vitória de Guimarães

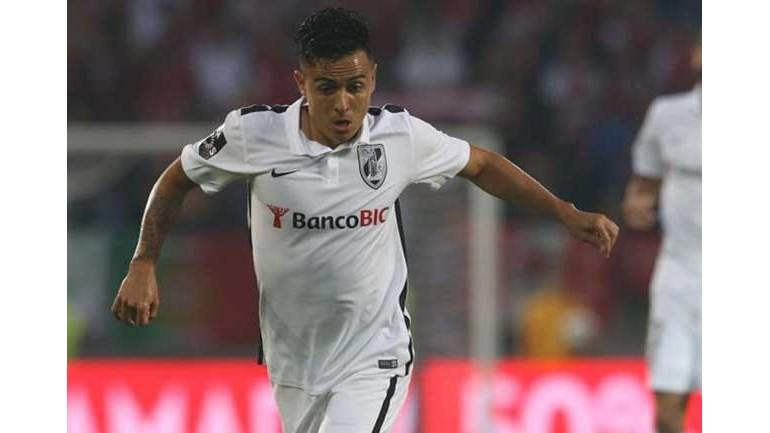
Montoya atuando pelo Vitória de Guimarães em 2016

Sem espaço com o treinador Doriva no Vasco, em 11 de junho de 2015 foi emprestado ao Vitória de Guimarães, de Portugal, e assinou por uma temporada, mesmo tendo contrato com o clube cruzmaltino até 2017.
Com poucas chances no clube português, no dia 22 de abril o colombiano rescindiu o seu contrato dois meses antes do prazo, assim retornando ao Vasco, já que seu contrato iria até o meio de 2017.

### Tolima
Montoya foi anunciado como novo reforço do Tolima no dia 12 de julho de 2016, assinando por empréstimo até julho de 2017.

### Fim da passagem pelo Vasco
Sua passagem pelo Vasco não teve brilho, visto que tinha chegado como promessa para o clube, porém não se vingou. Algumas oportunidades vieram, só que não houve o que era esperado do Montoya que chegou como uma promessa que vingaria no futebol brasileiro. Apesar de ser emprestado duas vezes, uma para o Vitória de Guimarães e outra para o Tolima, o Vasco da Gama não quis mantê-lo no elenco. Sendo assim, encerrou sua passagem pelo clube carioca de uma forma inesperada, pois a diretoria esperava mais do jogador. No total pelo Vasco, atuou em 51 partidas e marcou apenas quatro gols.

## Títulos
Vasco da Gama
- Campeonato Carioca: 2015

## Estatísticas
Atualizadas até 3 de julho de 2014
| Clube             | Temporada         | Campeonato nacional[a] | Campeonato nacional[a] | Copa nacional[b] | Copa nacional[b] | Competições continentais | Competições continentais | Outros torneios[c] | Outros torneios[c] | Total | Total |
| Clube             | Temporada         | Jogos                  | Gols                   | Jogos            | Gols             | Jogos                    | Gols                     | Jogos              | Gols               | Jogos | Gols  |
| ----------------- | ----------------- | ---------------------- | ---------------------- | ---------------- | ---------------- | ------------------------ | ------------------------ | ------------------ | ------------------ | ----- | ----- |
| All Boys          | 2012–13           | 24                     | 1                      | 2                | 1                | —                        | —                        | —                  | —                  | 26    | 2     |
| All Boys          | Total             | 24                     | 1                      | 2                | 1                | —                        | —                        | —                  | —                  | 26    | 2     |
| Vasco da Gama     | 2013              | 7                      | 0                      | 2                | 0                | —                        | —                        | —                  | —                  | 9     | 0     |
| Vasco da Gama     | 2014              | 16                     | 1                      | 7                | 0                | —                        | —                        | 10                 | 2                  | 33    | 3     |
| Vasco da Gama     | 2015              | —                      | —                      | 2                | 0                | —                        | —                        | 9                  | 1                  | 11    | 1     |
| Vasco da Gama     | Total             | 23                     | 1                      | 11               | 0                | —                        | —                        | 19                 | 3                  | 53    | 4     |
| Total na carreira | Total na carreira | 47                     | 2                      | 13               | 1                | —                        | —                        | 19                 | 3                  | 79    | 6     |

- a. ^ Jogos da Campeonato Argentino e do Campeonato Brasileiro
- b. ^ Jogos da Copa da Argentina e Copa do Brasil
- c. ^ Jogos do Campeonato Carioca